# Becky Jackson
Backy Jackson is een personage uit de Amerikaanse televisieserie Glee. Het personage wordt gespeeld door actrice Lauren Potter.
Becky Faye Jackson is een lid van de Cheerios met downsyndroom, die de rechterhand wordt van Sue Sylvester. Becky verschijnt in drie afleveringen van het eerste seizoen en keert terug in het tweede seizoen als de assistent van cheerleadercoach Sue. Becky doet alles wat Sue haar vertelt te doen. Becky wordt door Sue uit de cheerleaders gezet nadat Sues zuster, die ook downsyndroom heeft, overlijdt.
Becky vraagt of ze bij de Glee-club mag maar haar wordt verteld dat ze te laat is voor het showkoorkampioenschap. Later biedt Sue haar excuses aan aan Becky en vertelt haar dat ze de leider van de Cheerios zal worden. Tegen Becky's wil is ze in seizoen 3 niet meer de enige leider maar wordt co-leider met Santana Lopez. Becky helpt Sue ook met haar campagne, maar Sue verliest. In de aflevering "Yes/No" besluit ze dat ze Artie Abrams als haar nieuwe vriendje wil. Ze vraagt hem om een date en ze hebben een leuke tijd samen. Artie wil, tot Becky's grote teleurstelling, een serieuzere relatie. Sue troost haar daarna.